# Moby Lines
Moby Lines (o también conocida cómo Moby Lines S.p.A.) es una naviera italiana que opera ferries y cruceros entre el territorio Italiano o Francés y las islas de Elba, Cerdeña y Córcega. La empresa fue fundada en 1959 bajo el nombre de Navigazione Arcipelago Maddalenino (NAVARMA para abreviar).
En 2006, Moby compró a la naviera Lloyd Sardegna, Esta empresa es conocida por usar personajes de la Warner, Específicamente los Looney Tunes en los laterales de sus barcos, Los eventos notables incluyen el naufragio del Moby Prince en 1991 que resultó en la muerte de 140 personas.

## Historia

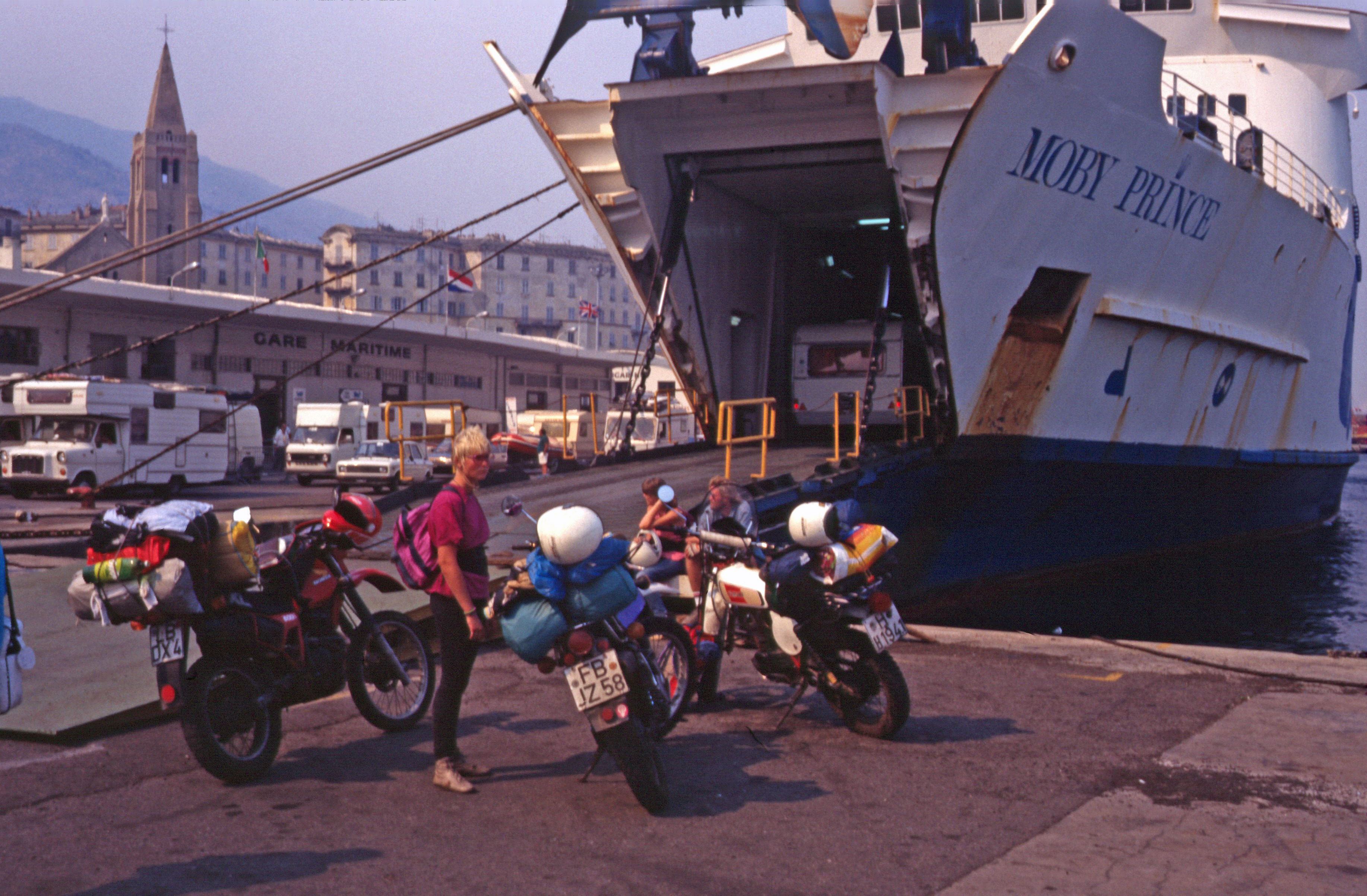
El Moby Prince en Bastia, 1987

NAVARMA fue fundada en 1959 por Achille Onorato e inició el tráfico desde Cerdeña a las islas en la Costa Cerdeñesca con el pequeño ferry M/S Maria Maddalena comprado a Dinamarca. En febrero de 1966 NAVARMA compró un segundo ferry M/S Bonaficio, e inició el servicio entre Cerdeña y Córcega. La compañía se expandía lentamente, un año después compró otro ferry recibió dos nuevos en 1974 y 81, Con una flota más grande también se introdujeron nuevas rutas a la Costa Italiana.
En 1982, la empresa adquirió el M/S Free Enterprise II de Townsend Thoresen y lo renombraron M/S Moby Blu y lo pintó con la librea de una "Ballena Azul" que más tarde caracterizaría a Moby Lines (el nombre de la empresa seguía siendo NAVARMA en ese momento). El Moby Blu era más del doble del tamaño del barco más grande de la compañía. En 1988, cuatro transbordadores más grandes adicionales (todos con nombres con el prefijo Moby) se habían unido a la flota de NAVARMA y se abrieron rutas adicionales a la península itálica.
En 1991 uno de los ferries de la flota el Moby Prince, se vio envuelto en el peor desastre de la Marina Mercante Italiana desde la Segunda Guerra Mundial y esto resultó en la muerte de 140 Pasajeros.

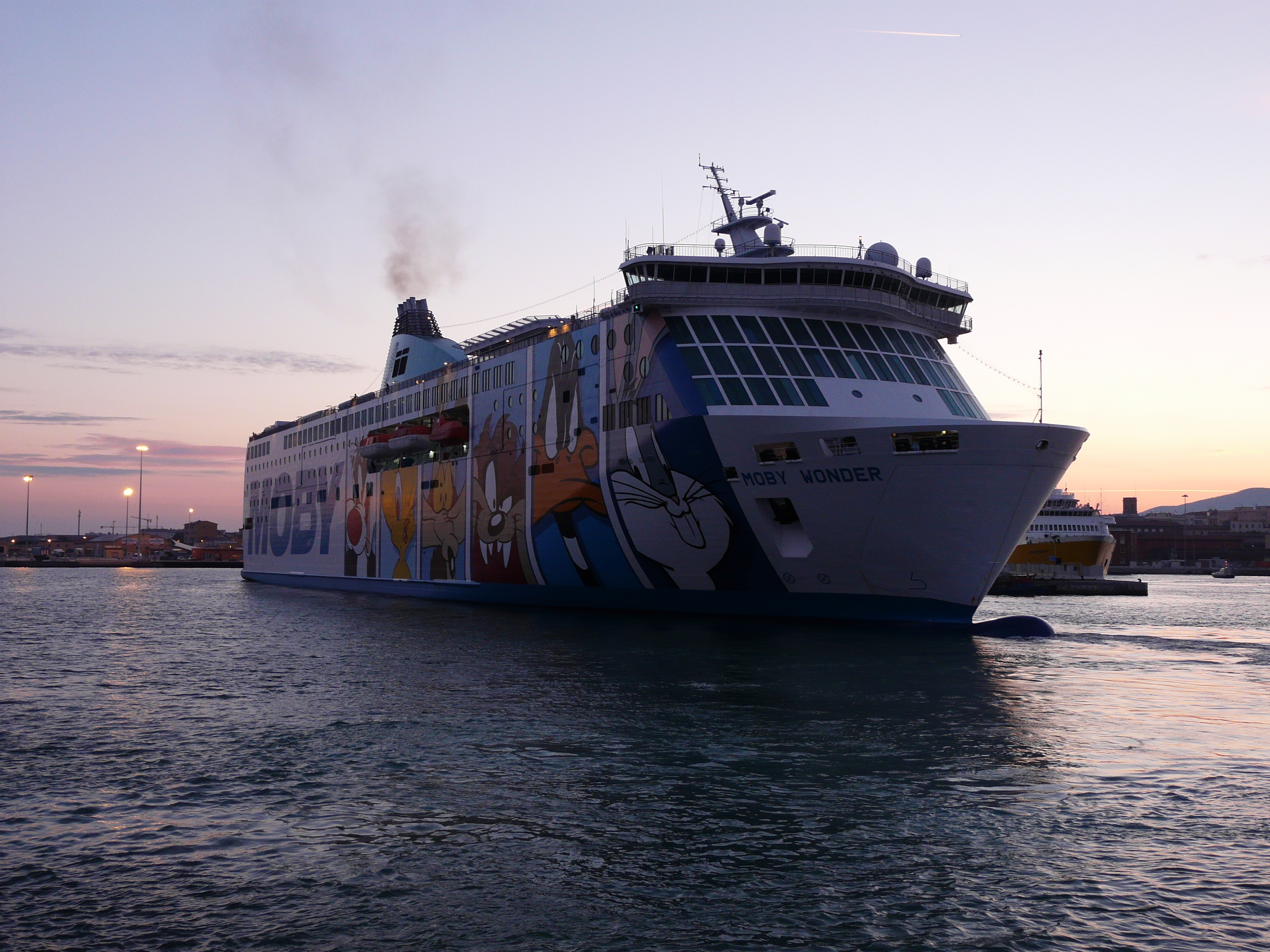
El Ferry Moby Wonder en Livorno, 22 de febrero del 2011.

A principios de la década de 1990, NAVARMA adquirió más transbordadores usados, que reemplazaron a los transbordadores Moby adquiridos en la década de 80s. Al mismo tiempo se adoptó el nombre de Moby Lines como el nombre oficial de la empresa, A partir de 1996 la flota de la compañía ha crecido radicalmente con la incorporación de barcos nuevos, más grandes y más rápidos, incluidos los nuevos transbordadores de cruceros rápidos Moby Wonder, Moby Freedom y Moby Aki. Alrededor de 2003 Moby Lines llegó a un acuerdo con la productora estadounidense Warner Bros., para pintar sus embarcaciones con libreas con personajes de Looney Tunes, Sin embargo, solo los barcos más grandes tienen tales libreas, los barcos más pequeños de la compañía tienen gráficos similares que no presentan los personajes de Looney, o simplemente el logotipo de la ballena de típica de Moby.
En 2020, alejándose del modelo comercial característico de Moby Lines de adquirir navíos usados para sus rutas, se anunció que comenzó la construcción de dos buques nuevos para Moby por encargo a los Astilleros Chinos de Guangzhou. Estos nuevos Navíos tendrán 238 m (784 ft) de largo y aproximadamente 69,500 Toneladas, y estarán diseñadas específicamente para la travesía en ferry de 7 a 9 horas entre Livorno y Olbia, Estos gemelos recién construidos están destinados a reemplazar al Moby Aki y Moby Wonder en este actual 2022.

## Flota

### Flota Actual
| Barco            | Bandera           | Construcción | Entrada en Servicio | Ruta                                         | Tonelaje | Eslora   | Manga   | Pasajeros | Vehículos | Nudos |
| ---------------- | ----------------- | ------------ | ------------------- | -------------------------------------------- | -------- | -------- | ------- | --------- | --------- | ----- |
| MS Bastia        | Bandera de Italia | 1974         | 1974                | Piombino—Portoferraio                        | 1,936    | 75 m     | 13 m    | 400       | 100       | 18    |
| MS Giraglia      | Bandera de Italia | 1981         | 1981                | Santa Teresa di Gallura—Bonifacio            | 2,041    | 75 m     | 13 m    | 400       | 100       | 18    |
| MS Moby Niki     | Bandera de Italia | 1974         | 2016                | Piombino—Portoferraio                        | 9,089    | 118,7 m  | 18,5 m  | 1,440     | 373       | 18    |
| MS Moby Dada     | Bandera de Italia | 1981         | 2016                | Civitavecchia—Arbatax Civitavecchia—Cagliari | 25,905   | 166.1 m  | 28.5 m  | 1,760     | 305       | 22    |
| MS Moby Tommy    | Bandera de Italia | 2002         | 2007                | Livorno—Olbia                                | 28,915   | 212 m    | 25 m    | 2,200     | 1,000     | 30    |
| MS Moby Aki      | Bandera de Italia | 2005         | 2005                | Livorno—Olbia                                | 36,284   | 175 m    | 27 m    | 2,200     | 750       | 29    |
| MS Moby Wonder   | Bandera de Italia | 2001         | 2001                | Livorno—Olbia                                | 36,093   | 175 m    | 27 m    | 2,200     | 750       | 29    |
| MS Moby Ale      | Bandera de Italia | 1969         | 1990                | Sacado de Servicio en Nápoles                | 3,937    | 93 m     | 16 m    | 800       | 160       | 19.5  |
| MS Moby Vincent  | Bandera de Italia | 1974         | 1990                | Sacado de servicio en Livorno                | 12,108   | 120 m    | 22 m    | 1,600     | 570       | 17.5  |
| MS Moby Baby Two | Bandera de Italia | 1974         | 2000                | Sacado de servicio en Piombino               | 8,570    | 118,6 m  | 18,5 m  | 1,150     | 300       | 17.5  |
| MS Moby Drea     | Bandera de Italia | 1975         | 2003                | Sacado de servicio en Genova                 | 22,528   | 185 m    | 27 m    | 1,900     | 500       | 27    |
| MS Moby Otta     | Bandera de Italia | 1976         | 2006                | Sacado de servicio en Civitavecchia          | 22,528   | 185 m    | 27 m    | 1,900     | 500       | 27    |
| MS Moby Zazà     | Bandera de Italia | 1982         | 2015                | Sacado de servicio en Livorno                | 21,699   | 153.4 m  | 24.24 m | 1,850     | 325       | 20    |
| MS Moby Kiss     | Bandera de Italia | 1975         | 2016                | Sacado de servicio en Livorno                | 11,977   | 115.35 m | 20.6 m  | 1,600     | 420       | 18    |
| MS Moby Corse    | Bandera de Italia | 1978         | 2010                | Traspasado a Tirrenia                        | 19,321   | 152 m    | 25 m    | 1,200     | 450       | 21    |